# Американска златка
Американската златка (Martes americana) е вид бозайник от семейство Порови (Mustelidae).

## Разпространение и местообитание
Разпространен е в Канада и САЩ.